# Spiseske
En spiseske (forkortet spsk.) er en udbredt måleenhed for rumfang ved madlavning. Man finder denne enhed brugt i mange opskrifter. Enheden er blevet standardiseret til at være lig 15 mL. Der findes således en særlig måleske der indeholder præcis én spiseske, men almindelige spiseskeer kan bruges hvis det ikke er nødvendigt at være helt præcis.
| Enhed     | Forkortelse | I andre enheder                                  | SI-enheder                         |
| --------- | ----------- | ------------------------------------------------ | ---------------------------------- |
| Knivspids | knsp.       | 1 knivspids = 0,25 ml (ca.)[kilde mangler]       | = 2,5·10-7 m3 (ca.)[kilde mangler] |
| Teske     | tsk.        | 1 tsk. = 5 ml = 20-24 knivspidser[kilde mangler] | = 5·10-6 m3[kilde mangler]         |
| Spiseske  | spsk.       | 1 spsk. = 15 ml = 3 tsk.[kilde mangler]          | = 1,5·10-5 m3[kilde mangler]       |
| Deciliter | dl          | 1 dl = 0,1 l = 6-7 spsk.[kilde mangler]          | = 1·10-4 m3                        |
| Liter     | l           | 1 l = 10 dl                                      | = 1·10-3 m3                        |
| Gram      | g           | 1.000 g = 1 kg                                   | = 1·10-3 kg                        |
| Kilogram  | kg          | 1 kg = 1.000 g                                   | = 1 kg                             |